# Лахор
Лахор (на урду: لاہور; на пенджабски: لہور; на английски: Lahore) е град в Пакистан.
Той е вторият в страната по население след Карачи с 11 126 285 жители (по данни от преброяването от 2017 г.) и обща площ от 1772 км². Според преброяването от 1998 г. 96% от населението на града е мюсюлманско.
Намира се на 217 м надморска височина, на река Рави, само на няколко километра от Индия. Столица е на провинцията Пенджаб. Известен е като център на киноиндустрията на Пакистан.

## История
Лахорската крепост, обявена по-късно за паметник на Световното културно наследство на ЮНЕСКО, се появява на историческата карта през 12 век, а градът става столица на прочутия завоевател Махмуд Газневи. В онзи период той се превръща в център на исляма на индийския полуостров.
В Моголската империя Лахор играе ролята на западна столица. Като паметник на онова време са запазени прекрасни образци на моголската архитектура като Перлената джамия, Джамията Бадшахи или Императорската джамия и градините „Шаламар“. През 1799 г. градът е завладян от британски войски и става център на сикхите.

## Икономика
Заедно с Карачи градът е сред двата икономически центъра на Пакистан. 42% от заетите работят в сферата на услугите – финанси, недвижими имоти, администрация.
Градът се развива като най-големия център на софтуерни компании в страната. Там е съсредоточено и производството на ръчно тъкани килими, което е сред основните експортни продукти на Пакистан – 85% от всички изнасяни килими се произвеждат в Лахор.

## Известни личности
Родени в Лахор
- Гуру Рам Дас (1534 – 1581), сикхски гуру
- Шах Джахан (1592 – 1666), монарх
- Пран (1920 – 2013), актьор
- Имран Хан (р. 1952), играч на крикет и политик
- Шах Хюсеин (1538 – 1599), поет
- Субраманиан Чандрасекар (1910 – 1995), физик

Починали в Лахор
- Мохамед Икбал (1877 – 1938), поет и политик